# مسجد الخمسة والعشرين نبيا
مسجد الخمسة والعشرين نبيا، (بالعربية: مسجد 25 نبيّ)، (بالروسية: Мечеть двадцати пяти Пророков)‏ يقع في الجزء الجنوبي من مدينة أوفا، عاصمة باشكورستان، في روسيا. بدأ بناء المسجد في 16 يونيو 1995 (يوم مولد نبي الإسلام محمد«صلى الله عليه وسلم»)، وانتهى بعد خمسة عشر عامًا في نفس اليوم.
سُمي المسجد في البداية باسم ZaFaZa-Ihsan زافازا إحسان[بحاجة لتوضيح]، ولما أشار البحث الذي أجراه ابن المؤسسين إلى أنه لا يوجد مسجد في العالم مسمى بأسماء الأنبياء الخمسة والعشرين المذكورين في القرآن الكريم، سُمي المسجد بناءً على ذلك باسم تلك المجموعة.